# Imella
Imella is een compositie van Rolf Wallin.
Walling schreef het werk in opdracht van het Bodø Sinfonietta, die het wilde spelen met violiste Susanne Lundeng. Zij is gespecialiseerd in het bespelen van (en componeren voor) de fiddle en wel in die muziek die gerelateerd aan de Noorse volksmuziek. Wallin is echter een componist die muziek schrijft in het genre eigentijdse klassieke muziek. Door beide elementen te combineren ontstond een vioolconcert, dat enerzijds de “eenvoudige” klanken en beperkte melodielijnen van de volksmuziek herbergt en anderzijds moderne orkestklanken geeft. De combinatie volksmuziek en klassieke muziek levert een aleatorisch werk op. De partijen zijn wel uitgeschreven, maar de solist kan bepalen in welke volgorde de themaatjes gespeeld worden. De componist beoogde hiermee dat de muziek per uitvoering zou veranderen, net zoals de Noorse volksmuziek (destijds) niet vastlag.
Orkestratie.
- fiddle
- 1 dwarsfluit, 1 hobo, 1 klarinet, 1 fagot
- 1 hoorn, 1 trompet, 1 trombone
- 1 man/vrouw percussie, piano
- 2 violen, 1 altviool, 1 cello en 1 contrabas.

Het werk was voor de eerste keer te horen op 5 maart 2009 in het Bodø kulturhus, gespeeld door genoemde solist en genoemd kamerorkest onder leiding van Trond Korsgård. Lundberg speelde het daarna nog driemaal, waarvan eenmaal in Londen.